# Mark Hudis
Mark Hudis (Tarrytown, 19 febbraio 1968) è uno sceneggiatore e produttore televisivo statunitense.

## Biografia
Inizia l'attività di sceneggiatore nel 1997, scrivendo alcuni episodi della serie televisiva Cybill, successivamente viene assunto come redattore e sceneggiatore nella sitcom della Fox That '70s Show. Ha lavorato per tutte le otto stagioni che compongono la serie, fino a diventare un produttore esecutivo all'inizio della quarta stagione.
Dal 2009 è produttore esecutivo e fa parte dello staff di autori della serie televisiva di Showtime Nurse Jackie - Terapia d'urto, per cui ha ottenuto una candidatura al Writers Guild of America Award. Nel 2011 entra nello staff di sceneggiatori della quarta stagione della serie della HBO True Blood.